# Riu de la Bonaigua
El riu de la Bonaigua és un corrent d'aigua del terme municipal d'Alt Àneu, a la comarca del Pallars Sobirà.
És un riu pirinenc d'orientació nord-sud, que neix a la capçalera de la vall de la Bonaigua, afluent per la dreta del Noguera Pallaresa a tocar de València d'Àneu
Els seus principals afluents són el barranc de Gerber i el riu de Cabanes; el dos hi desaigüen per la dreta.